# Сон незайманої
«Сон незайманої» («Сон девственницы») — радянський художній фільм 1990 року, знятий режисером Геннадієм Бєгловим на кіностудії «Ленфільм».

## Сюжет
Зйомки фільму просуваються важко та без надії на будь-який успіх. Режисер засинає і не бачить, що поруч — юне чисте створіння, сповнене сильного та ніжного кохання…

## У ролях
- Володимир Кнат — головна роль
- Каріна Морітц — Олена
- Тетяна Окуневська — роль другого плану
- М. Лошина — роль другого плану
- Алла Муріна — роль другого плану
- Надія Мальцева — роль другого плану
- Марина Старих — роль другого плану
- Ірина Ракшина — роль другого плану
- Віктор Міхєєв — роль другого плану
- Світлана Письмиченко — роль другого плану
- Микола Дік — Віктор

## Знімальна група
- Режисер — Геннадій Бєглов
- Сценарист — Геннадій Бєглов
- Оператор — Микола Покопцев
- Композитори — Борис Грабовський, Віктор Міхєєв
- Художник — Юрій Пашигорєв